# Libbjaure
Libbjaure är en sjö i Sorsele kommun i Lappland och ingår i Umeälvens huvudavrinningsområde. Sjön har en area på 0,375 kvadratkilometer och ligger 1 057 meter över havet. Libbjaure ligger i Vindelfjällen Natura 2000-område. Sjön avvattnas av vattendraget Libojukke.

## Delavrinningsområde
Libbjaure ingår i det delavrinningsområde (732998-150528) som SMHI kallar för Mynnar i Karsbäcken. Medelhöjden är 1 042 meter över havet och ytan är 21,59 kvadratkilometer. Det finns inga avrinningsområden uppströms utan avrinningsområdet är högsta punkten. Libojukke som avvattnar avrinningsområdet har biflödesordning 5, vilket innebär att vattnet flödar genom totalt 5 vattendrag innan det når havet efter 424 kilometer. Avrinningsområdet består mestadels av kalfjäll (98 procent). Avrinningsområdet har 0,43 kvadratkilometer vattenytor vilket ger det en sjöprocent på 2 procent.